# Ktenosquamisis
Ktenosquamisis is een geslacht van neteldieren uit de klasse van de Anthozoa (bloemdieren).

## Soort
- Ktenosquamisis bicamella Alderslade, 1998